# Петр (Ладыгин)
Схиепи́скоп Пе́тр (в мантии Питирим, в миру Потапий Фёдорович Ладыгин; 1 декабря 1866, Большой Селег, Вятская губерния — 19 февраля 1957, Глазов, Удмуртская АССР) — епископ андреевского течения непоминающих с титулом «Нижегородский» по имени Нижегородской слободы Уфы.

## Биография
Потапий Ладыгин родился в селе Большой Селег в крестьянской семье Трофима и Феодоры Ладыгиных. В семье было семеро детей — шестеро сыновей и одна дочь. Детство и юность провёл в селе Селег, в 80 верстах от уездного города Глазова
По воспоминаниям, «восьми лет я начал учиться от священника старичка отца Павла. Школ у нас ещё не было. Ходил я к нему две зимы. Вот и всё в юности моей образование. В 1875 году привезли к нам с Афона эту икону Божьей Матери „В скорби и печали Утешение“. Мне было 10 лет. Я настолько к ней прилепился, что когда приходил в церковь, и брали икону служить молебен, то у меня всегда текли слёзы, — что-то влияло необыкновенно».
Несмотря на желание принять монашество, в 18 лет женился по воле отца. Жена Екатерина умерла при родах в 1888 году. В том же году скончалась и дочь Евфимия.
В 1888 году был призван в армию, с 1889 года служил в 129-м пехотном Бессарабском полку в Киеве. По воскресениям в увольнительные Потапий любил посещать Киево-Печерскую лавру и пещеры. Особенно часто он приходил к столетнему старцу Ионе Киевскому. Закончил службу в 1892 году в чине старшего унтер-офицера.
Незадолго до окончания воинской службы обратился к Ионе за благословением для поступления послушником в лавру, но старец посоветовал сначала совершить паломничество к святым местам в Палестине и Греции.
В сентябре 1892 года Потапий вернулся домой и поступил на Ижевский завод. Летом 1893 года, заработав необходимые средства, отправился за границу.

### Афонский монах
Посетив Иерусалим и святую гору Афон, Потапий, после долгих колебаний и сомнений становится в январе 1894 года послушником Андреевского скита на Афонской горе. Работал в свечной мастерской, затем помощником счетовода.
В 1896 году был пострижен в рясофор с именем Пигасий.
В 1898 году пострижен в мантию с именем Питирим, с 1900 года — иеродиакон.
В 1901—1902 годы служил на афонском подворье в Петербурге как иподиакон и казначей обители, затем вернулся на Афон.
25 сентября 1904 года был рукоположён в сан иеромонаха. Некоторое время был экономом.
С 1911 года — настоятель подворья Андреевского скита в Одессе. Резко негативно относился к деятельности сторонников «имяславия» во время конфликта среди афонских монахов.
Во время Первой мировой войны открыл в Одессе лазарет для раненых.
В 1916 году награждён орденами святой Анны 3-й и 2-й степеней.
С декабря 1916 года управлял по поручению Святейшего Синода Киприанским Болгарским монастырём и Кондоровским (или Кондратским) скитом в Бессарабии.
В 1918 году по поручению патриарха Тихона отправился в Константинополь с тем, чтобы передать Константинопольскому Патриарху уведомление об избрании в России Патриарха. Вопрос с письмом решился быстро, но другие проблемы надолго задержали иеромонаха Питирима в Константинополе. К осени 1918 года капитулировала Османская империя. К кораблю, на котором иеромонах Питирим прибыл из Одессы, собралось около тысячи российских военнопленных, стремившихся вернуться на родину. Благодаря активной деятельности иеромонаха Питирима, решением правительства 16 ноября 1918 года все подворья официально были возвращены русским монахам, при этом составлены акты, по которым турецкие власти обещали вернуть разграбленное имущество. Стараниями иеромонаха Питирима в подворских зданиях временно разместилась часть из оказавшихся в турецком плену нескольких тысяч российских военнопленных.
Когда проживание российских солдат на подворьях стало затруднительным из-за отсутствия средств и полной недисциплинированности бывших военнопленных, иеромонах Питирим попросил разрешения взять с Афона нескольких монахов для опеки солдат и с этой целью посетил Свято-Пантелеймоновский монастырь и свой Свято-Андреевский скит, где братия уговаривала его остаться и больше не возвращаться в Россию. Как позднее он писал в автобиографии: «на мне были ответственные дела — подворья в Константинополе и главное поручение от Святейшего Патриарха». К началу 1920 года все военнопленные выехали в Россию, а 7 января 1920 года и сам иеромонах Питирим: «7 января пароход подошёл к Пантелеимоновскому монастырю. Я со слезами сел, и пока он шёл, в течение 2 часов не мог удержаться от слёз». Больше ему побывать на Афоне не пришлось. Вернулся с ответным посланием Константинопольского Патриарха. Продолжал служить в Одессе до 1923 года, когда был выслан из города.
Некоторое время жил на хуторе Еремеевка в шестидесяти километрах от города, затем был выслан в Уфимский край, где основал в лесу тайный скит. Затем выслан в Среднюю Азию.

### Архиерейство
8 июня 1925 года владыками Андреем (Ухтомским) и Львом (Черепановым) в среднеазиатском городе Теджене тайно хиротонисан во епископа Нижегородского и Уржумского, викария Уфимской епархии (титул Нижегородский был дан по названию одного из районов Уфы).
16 марта 1926 года в Уфе состоялось архиерейское совещание, обсуждавшее каноничность поставления епископа Руфина (Брехова), Питирима (Ладыгина) и Антония (Миловидова) в котором приняли участие епископ Златоустовский Николай (Ипатов) и три викария Уфимской епархии: временный управляющий Уфимской епархией епископ Иоанн (Поярков), епископ Аскинский Серафим (Афанасьев) и епископ Байкинский Вениамин (Фролов). Несмотря на то, что собравшиеся в Уфе архиереи ранее были деятелями организованной в 1922 году Андреем (Ухтомским) Уфимской автокефалии, хиротонии были признаны недействительными.
В 1926 года находился под следствием по делу уфимского духовенства. 21 апреля 1927 года епископ Питирим принял схиму с именем Петр. Позднее вспоминал, что «в селе Воскресенском близ Четверопетровска мне сделали келью, в которой я молился и никуда не выезжал и не выходил. А в праздники и воскресные дни, я выезжал в Четверопетровск, и иногда служил. Приходило очень много народу и привозили и больных». Принимал верующих, лечил больных. Отказался признавать Декларацию митрополита Сергия (Страгородского), содержавшую призыв к полной лояльности советской власти, заявлял, что «не могу признать Сергия, потому что он был обновленцем, и по нашим святым канонам он неправильно занял это местоблюстительство патриарха».
9 декабря 1928 года был арестован по делу «филиала Истинно-православной церкви». Приговорён к двум годам тюремного заключения и к пяти годам ссылки. Находился в заключении в Архангельске, в городе Аша Челябинской области, Екатеринбурге, Москве (в Бутырской тюрьме), в Ярославле.
В 1933 году освобождён, вновь жил в Глазове, затем в Уфе, где сторонниками владыки Андрея (Ухтомского) тогда руководил епископ Руфин (Брехов). В одном из писем так говорил об этом периоде своей жизни: «Теперь живу на покое, при моей кафедре, в праздники служу раннюю. Здесь наши верующие, и правящий епископ Руфин, митрополита Сергия не признают, у нас автокефалия, до собора мы признаем и подчиняемся митрополиту Петру Крутицкому».
С 1937 по 1940 год жил на нелегальном положении в Калуге, а с 1940 по 1945 год — в Белорецке (в Башкирии).
В 1945 году был арестован в Уфе и приговорён к пяти годам ссылки в Среднюю Азию. С 1949 по 1951 год жил в Белоруссии и на Кубани.
Последние годы жизни провёл под фактическим домашним арестом в Глазове, где и скончался в возрасте 90 лет. Автор автобиографии, продиктованной им ухаживавшим за ним женщинам.

### Имена Ладыгина
Схиепископ Петр, в миру Потапий Фёдорович Ладыгин,
получил в крещении имя Потапий;
в рясофоре — Пигасий (в 1896 году);
в малой схиме — Питирим (в 1898 году);
в великой схиме — Петр (в 1927 году).

## Характеристика личности
В капитальном труде митрополита Мануила (Лемешевского) о русских православных архиереях содержится такая характеристика схиепископа Петра:

Епископ Питирим, в схиме Петр, был творцом Иисусовой молитвы, имел дар слёз и прозорливости. Спал три часа в сутки, сидя в кресле, а ложился в постель только во время болезни. Живя в затворе, совершал полный афонский устав. В его правило входило 1350 поклонов поясных и 135 земных. Был высокого роста, широкоплечий, несмотря на преклонный возраст, фигура была прямая. Волосы на голове и бороде были белые и длинные. После принятия схимы никогда не служил в полном архиерейском облачении, а только надевал малый омофор.